# جون فوستر (إحاثي)
جون فوستر (بالإنجليزية: John Foster)‏ هو إحاثي أمريكي، ولد في 3 نوفمبر 1966.